# جان لایتن ساینگ
 جان لایتن سینگ (انگلیسی: John Lighton Synge؛ زاده ۲۳ مارس ۱۸۹۷ در دوبلین - درگذشته ۳۰ مارس ۱۹۹۵ در دوبلین) یک ریاضی‌دان و فیزیک‌دان اهل ایرلند بود.